# Operação U-Go
A Ofensiva U-Go, ou Operação C (ウ号作戦 U Gō sakusen), foi uma ofensiva militar do Exército Imperial Japonês lançada em março de 1944 contra as forças do Império Britânico nas regiões do nordeste da Índia em Manipur e nas Colinas Naga (na região de Nagalândia, então administrada como parte de Assão). Mirando no Vale de Brahmaputra, através das cidades de Infal e Kohima, a ofensiva japonesa, junto com a Ofensiva Ha Go (em Arracão) foi uma das últimas grandes ofensivas japonesas durante a Segunda Guerra Mundial. A operação culminou nas Batalhas de Infal e de Kohima, onde os japoneses e seus aliados foram primeiro detidos e depois repelidos.